# Mandariinid
Mandarinas (en georgiano: მანდარინები, en estonio: Mandariinid, en inglés: Tangerines) es una película coproducción entre Georgia y Estonia de 2013, dirigida por Zaza Urushadze.

## Sinopsis
La película, filmada en Guria, narra la historia de Ivo (Lembit Ulfsak), un viejo y solitario de origen estonio que vive en una región apartada de Abjasia. Junto a él vive también Margus (Elmo Nüganen), propietario de una finca de naranjos. Ivo, con la ayuda del médico Juhan (Raivo Trass), salva la vida al checheno Ahmed (Giorgi Nakashidze) y al georgiano Niko (Misha Meskhi), soldados heridos en un ataque esporádico en el marco de la guerra de Abjasia de 1992. El frío se aproxima sobre estas tierras y la cosecha de mandarinas corre peligro. Ivo fabrica las cajas para la fruta de su vecino, pero tendrá que fabricar también algunos ataúdes.

## Nominaciones
Estonia escogió Mandariinid para participar en el Óscar a la mejor película extranjera de 2014, logrando ser una de las cinco nominadas. También logró la nominación al Globo de Oro a la mejor película en lengua no inglesa ese mismo año.